# Parti communiste brésilien
Pour les articles homonymes, voir PCB.
Ne doit pas être confondu avec Parti communiste du Brésil.
Le Parti communiste brésilien (en portugais : Partido Comunista Brasileiro, abrégé en PCB) est un parti politique brésilien, fondé le 25 mars 1922.

## Fondation
Le Parti communiste brésilien a été fondé dans la ville de Niterói le 25 mars 1922 par neuf délégués représentant environ 73 militants de différentes régions du Brésil. Ces neuf délégués sont : Abilio Nequete (barbier d'origine libanaise), Astrojildo Pereira (journaliste de Rio de Janeiro), Cristiano Cordeiro (comptable de Recife), Hermogênio da Silva Fernandes (électricien de Cruzeiro), João Costa Pimenta (graphiste de São Paulo), Joaquim Barbosa (tailleur de Rio de Janeiro), Jose Elias da Silva (cordonnier de Rio de Janeiro), Luis Peres (fabricant de balais de Rio de Janeiro) et Manuel Cendón (tailleur espagnol). À la fondation du parti, le nom retenu est « Parti communiste du Brésil », mais ses militants font indifféremment référence à Parti communiste brésilien et à Parti communiste du Brésil, comme en témoigne la lettre de l'Internationale communiste d'Astrojildo Pereira, le 9 août 1922. Lors de cette première réunion furent également arrêtés les statuts du parti.
La réunion de fondation a été le premier parti du Congrès, au cours de laquelle il a été choisi le premier Comité exécutif central (CEC), composé de dix membres (cinq membres titulaires et cinq suppléants), constitué comme suit : le Abilio de Nequete (secrétaire général), Astrojildo Pereira (médias et propagande), Antonio Canellas (secrétaire international), Luis Peres (fractions syndicales) et Cruz Junior (trésorier) et les suppléants, Cristiano Cordeiro, Rodolfo Coutinho, Antonio de Carvalho, Joaquim Barbosa et Manuel Cendón. Toutefois, suivant la tendance mondiale chez les partis communistes, la fondation du parti est publiée le 4 avril de cette même année au Journal officiel, mais sous la dénomination de Parti communiste - Section brésilienne de l'Internationale communiste (PC-SBIC). De cette même matrice ont émergé un certain nombre de grands partis dans la dynamique politique brésilienne : le Parti populaire socialiste (PPS), le Parti communiste du Brésil (PC do B), le Mouvement révolutionnaire Octobre Huit (MR8) et l'actuel PCB, ainsi que tous les groupes de la mouvance trotskiste et marxiste-léniniste qui se sont succédé depuis lors.
Le Parti communiste brésilien est frappé d’interdiction en 1948.
En 1992, la majorité du parti a décidé de sa transformation en Parti populaire socialiste. L'actuel PCB, qui revendique l'identité du parti historique, est en fait une scission minoritaire qui a souhaité conserver une orientation communiste.